# Mariakapel (Terhorst)

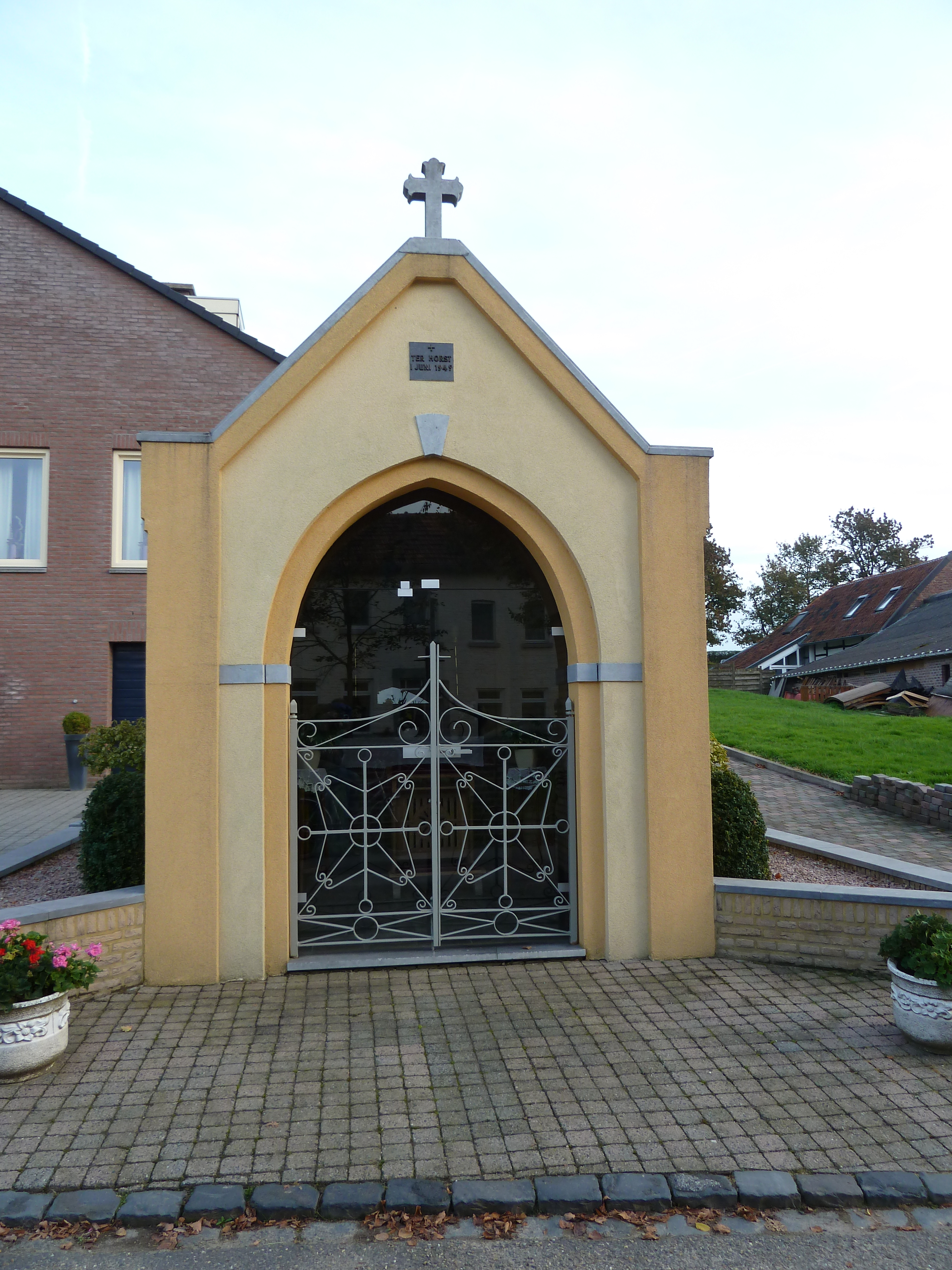
Mariakapel in Terhorst

De Mariakapel is een kapel in Terhorst bij Banholt in de Nederlands Zuid-Limburgse gemeente Eijsden-Margraten. De kapel staat midden in Terhorst voor het huis op nummer 11. Schuin tegenover de kapel staat op een grasveldje een zwingelput.
De kapel is gewijd aan Maria.

## Geschiedenis
In 1949 werd de kapel gebouwd.

## Bouwwerk

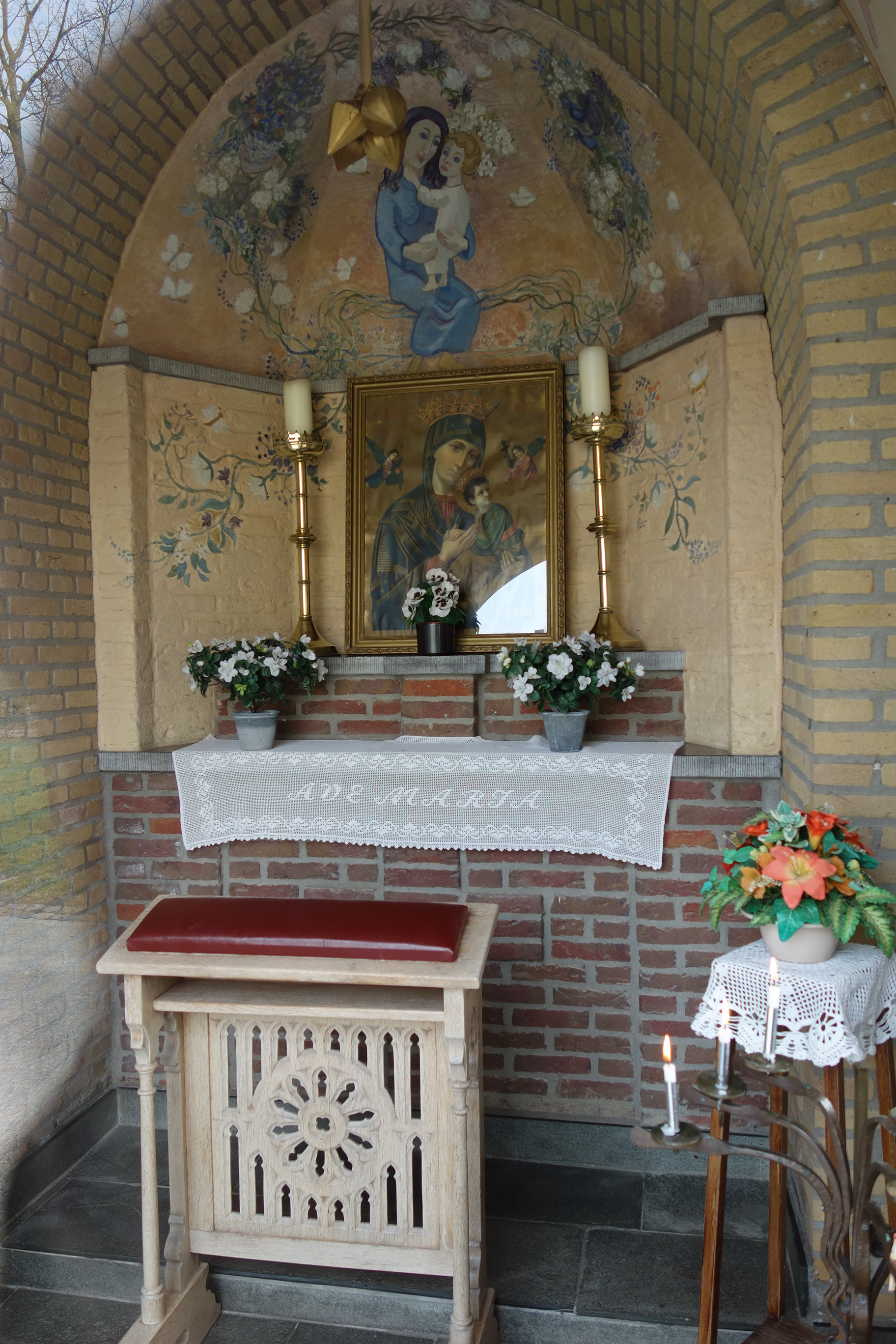
Interieur van de Mariakapel

De kapel is opgetrokken op een rechthoekig grondplan met aan de achterzijde een driezijdige koorsluiting. Het bouwwerk wordt gedekt door een half schilddak van leien met op de achterste nokpunt een piron. De gevels van de kapel zijn licht geel geschilderd, waarbij de pilasters, de toegangsboog en de lijsten licht oranje van kleur zijn. De frontgevel heeft schouderstukken en wordt getopt door een massief natuurstenen kruis. Hoog in de frontgevel is een gedenksteen ingemetseld met de tekst:

TER HORST
1 JUNI 1949

De frontgevel bevat verder de spitsboogvormige toegang, waarvan de sluitsteen en de aanzetstenen uitgevoerd zijn in natuursteen, en bevat een glazen toegangsdeur met half hoog metalen hek. In de twee zijgevels zijn elk twee spitsboogvensters met glas-in-lood aangebracht met hierin een rood kruis.
Van binnen is de kapel met gele bakstenen bekleed en heeft een tongewelf. Het massieve altaar is tegen de achterwand gebouwd en uitgevoerd in rode bakstenen. Op het altaar is een Maria-icoon geplaatst dat uitgevoerd is in Byzantijnse stijl. Boven en naast het icoon is op de licht geschilderde wand een muurschildering aangebracht bestaande uit bloemen, vlinders en Maria met kindje Jezus zittende op twee slingers plantentakken onder een krans van bloemen.